# Репаратор
У римській міфології Репаратор, або Редератор (від латинського reparare або redere, що означає «відновлювати», «робити придатним») був божеством підготовки перелогових земель для посівів. Він був одним із дванадцяти богів-помічників Церери. Його ім'я згадували під час Цереалій разом з іншими одинадцятьма богами-помічниками Церери.
Реператор (або Редератор) — це маловідоме римське божество, яке асоціюється з відновленням (репарацією) або обробкою землі, зокрема підготовкою перелогів до нового посіву. Такі божества були частиною давньоримської аграрної релігії, у якій кожен етап сільськогосподарського циклу мав свого покровителя. Реператор був одним із багатьох «функціональних божеств», які не мали особистої міфології, але виконували конкретну функцію у сільськогосподарському процесі. Подібні божества часто згадувалися в ритуалах, молитвах і жертвоприношеннях, особливо у межах календаря фермера, що містив докладні інструкції щодо аграрних обрядів.